# Czernyola novaeguineae
Czernyola novaeguineae är en tvåvingeart som först beskrevs av Soos 1962.  Czernyola novaeguineae ingår i släktet Czernyola och familjen träflugor. Inga underarter finns listade i Catalogue of Life.